# 武蔵野総合体育館
武蔵野総合体育館（むさしのそうごうたいいくかん、Musashino Sports Complex.）は、東京都武蔵野市にある屋内総合スポーツ施設。1989年（平成元年）11月に完成。武蔵野市と財団法人武蔵野生涯学習振興事業団（2010年4月1日に武蔵野スポーツ振興事業団より改称）が運営している。隣接する武蔵野陸上競技場と一体化したスポーツ施設となっている。

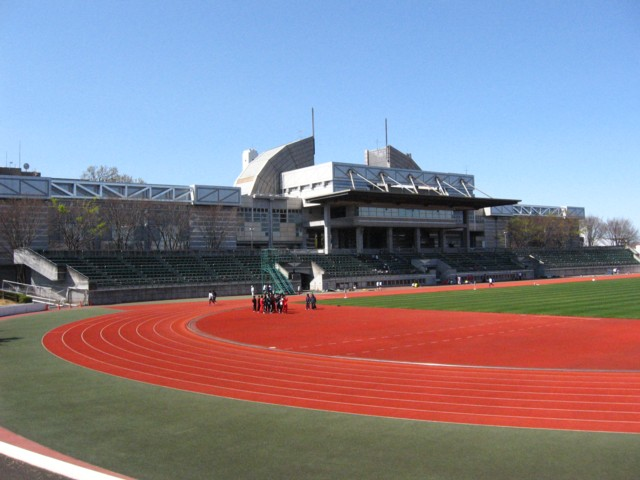
武蔵野陸上競技場から見た総合体育館

## 概要
隣接する武蔵野陸上競技場は昭和時代（戦前）からの古い歴史を持っているが、この総合体育館は1989年（平成元年）10月に落成した新しい体育館である。11月3日、武蔵野開村100年目の記念事業の一つとして、新装となった陸上競技場、温水プールとともにオープンした。
主にバレーボール、バスケットボール、バドミントン、ハンドボール、卓球、フットサルといった球技や、弓道、柔道、剣道など、屋内でのスポーツで使用するほか、体力測定やトレーニングでも使用される。また、市内の小・中学校の体育の授業や体育系の部活動で使用されることもある。

## 沿革
- 1976年（昭和51年）3月 - 武蔵野市議会にて「市民総合体育館に関する講願」が採択される。
- 1989年（平成元年）9月 - 財団法人武蔵野スポーツ振興事業団（現・武蔵野生涯学習振興事業団）発足。
- 1989年（平成元年）10月 - 総合体育館、温水プール完成。陸上競技場改修完成。11月3日オープン。
- 2011年（平成23年）3月11日 - 東北地方太平洋沖地震により損壊した。そのため同年4月に実施される統一地方選挙の開票所から外された[1]。

## フロア構成
| 階                 | 設備 | 規模                                                                                   | 用途 | 備考                                                                    |
| ------------------ | --- | -------------------------------------------------------------------------------------- | --- | ----------------------------------------------------------------------- |
| 4階                | 弓道場 | 射場102m2（5人立） 弓道：射距離28m アーチェリー：射距離30m                             | 弓道、アーチェリー                                                                                                  |                                                                         |
| 4階                | 柔道場 | 228m2（128畳）、15m×15m                                                                | 柔道、剣道、空手、太極拳、ヨーガ                                                                                    |                                                                         |
| 4階                | 剣道場 | 228m2、15m×15m                                                                         | 柔道、剣道、空手、太極拳、ヨーガ                                                                                    |                                                                         |
| 4階                | 更衣室 |                                                                                        | |                                                                         |
| 3階                | 大会議室 | 133m2、約90席 （2分割使用可）                                                          | 会議など |                                                                         |
| 3階                | 視聴覚室 | 101m2、約63席                                                                          | 会議など |                                                                         |
| 3階                | 和室研修室 | 101m2、33畳 （2分割使用可）                                                            | 会議、研修など |                                                                         |
| 3階                | 洋室研修室 | 37m2、約18席                                                                           | 会議、研修など |                                                                         |
| 3階                | AVコーナー | 141m2 （ビデオブース6台）                                                              | スポーツ関係のビデオソフトの視聴                                                                                    | ビデオ（約800本）                                                       |
| 3階                | 野外活動センター \| 中3階 \| 図書コーナー \| 規模：128m2 用途：スポーツ・野外活動関係の書籍・雑誌の閲覧 （雑誌約25種類、書籍400冊） \| むさしの・多摩・ハバロフスク協会 武蔵野市体育協会 WC |                                                                                        | |                                                                         |
| 2階                | サブアリーナ | 847m2、23m×33m 天井高9m （2分割使用可）                                                | バレーボール（2面）、バスケットボール（1面） 、バドミントン（4面）、卓球、フットサル等                              |                                                                         |
| 2階                | ランニング走路 | 1周180m                                                                                | ジョギング、ウォーキング等                                                                                          | 2 - 3階吹き抜け部分 ※メインアリーナで大会等が行われている場合は使用不可 |
| 2階                | コミュニティデッキ |                                                                                        | | 陸上競技場スタンドと直結                                                |
| 2階                | レストラン「クレア」 選手控席 更衣室 WC |                                                                                        | |                                                                         |
| 陸上競技場スタンド | 陸上競技場スタンド | 5000席                                                                                 | |                                                                         |
| 1階                | メインアリーナ | 1,730m2、45m×37m 天井高13.7m （2分割、3分割使用可） 395席                              | バレーボール（3面）、バスケットボール（2面）、バドミントン（10面）、ハンドボール（1面）、卓球、フットサル、新体操等 |                                                                         |
| 1階                | 卓球室 | 320m2、卓球台8台                                                                       | 卓球 |                                                                         |
| 1階                | 体力測定室 | 94m2                                                                                   | 体力測定 | ※中学生以下は利用不可                                                   |
| 1階                | トレーニング室 | 420m2                                                                                  | トレーニング | ※中学生以下は利用不可                                                   |
| 1階                | 幼児室 | 128m2                                                                                  | 遊戯用 | ※未就学児向け、無料開放                                                 |
| 1階                | 軽体操・ダンス室 | 369m2 15m×23m （3分割使用可）                                                          | 各種ダンス、体操等                                                                                                  |                                                                         |
| 1階                | 玄関ホール 受付 事務室 相談室 武蔵野生涯学習振興事業団 更衣室（×2） WC（×2） |                                                                                        | |                                                                         |
| 中3階              | 図書コーナー | 規模：128m2 用途：スポーツ・野外活動関係の書籍・雑誌の閲覧 （雑誌約25種類、書籍400冊） | |                                                                         |

## 交通アクセス
- JR中央線 三鷹駅北口より関東バス（北裏行、武蔵関駅行、田無橋場行）「武蔵野市役所前」下車（徒歩2分）
- JR中央線・京王井の頭線 吉祥寺駅北口より
関東バス（柳沢駅行=武蔵野市役所経由）→「武蔵野市役所前」下車（徒歩2分）
ムーバス（北西循環）「33　扶桑通り」下車（徒歩5分）
- JR中央線・西武多摩川線 武蔵境駅北口より関東バス（三鷹駅行=武蔵野大学経由）「武蔵野営業所」下車（徒歩10分）
- 西武新宿線 武蔵関駅より関東バス（三鷹駅行）「武蔵野市役所」前下車（徒歩2分）

## 利用
- 開館時間 9：00 - 21：30（※施設貸切の申し込みは21：00まで）
※ただし、18:00以降の中学生以下の利用には責任者の付き添いが必要となる。また、一部、中学生以下の利用ができない設備もある。
- 休館日 毎月15日（土・日曜日、祝日にあたる場合は翌平日）、12月28日18：15 - 翌年1月3日

主に個人利用では市民カードが必要となる。団体利用は事前申し込みが必要で、抽選制となっている。なお、毎年体育の日（10月第2月曜日）は本体育館1階のトレーニング室や、隣接している温水プールなどを市民向けに一般開放を行う。

## 主な用途
- 球技各種（バレーボール、バスケットボール、バドミントン、ハンドボール、卓球、フットサルなど）
- トレーニング、体力測定
- ジョギング、ウォーキング
- 武術各種（柔道、剣道、弓道）
- 体操、ダンス各種（エアロビクスなど）
- 各種会議、研修
- 大会各種
- 武蔵野市内の小・中学校の体育授業
- 武蔵野市内の中学・高等学校・大学の運動部活動
- スポーツサークルの活動
- 各種スポーツ教室
- 市民参加イベント

など

## 周辺の体育施設

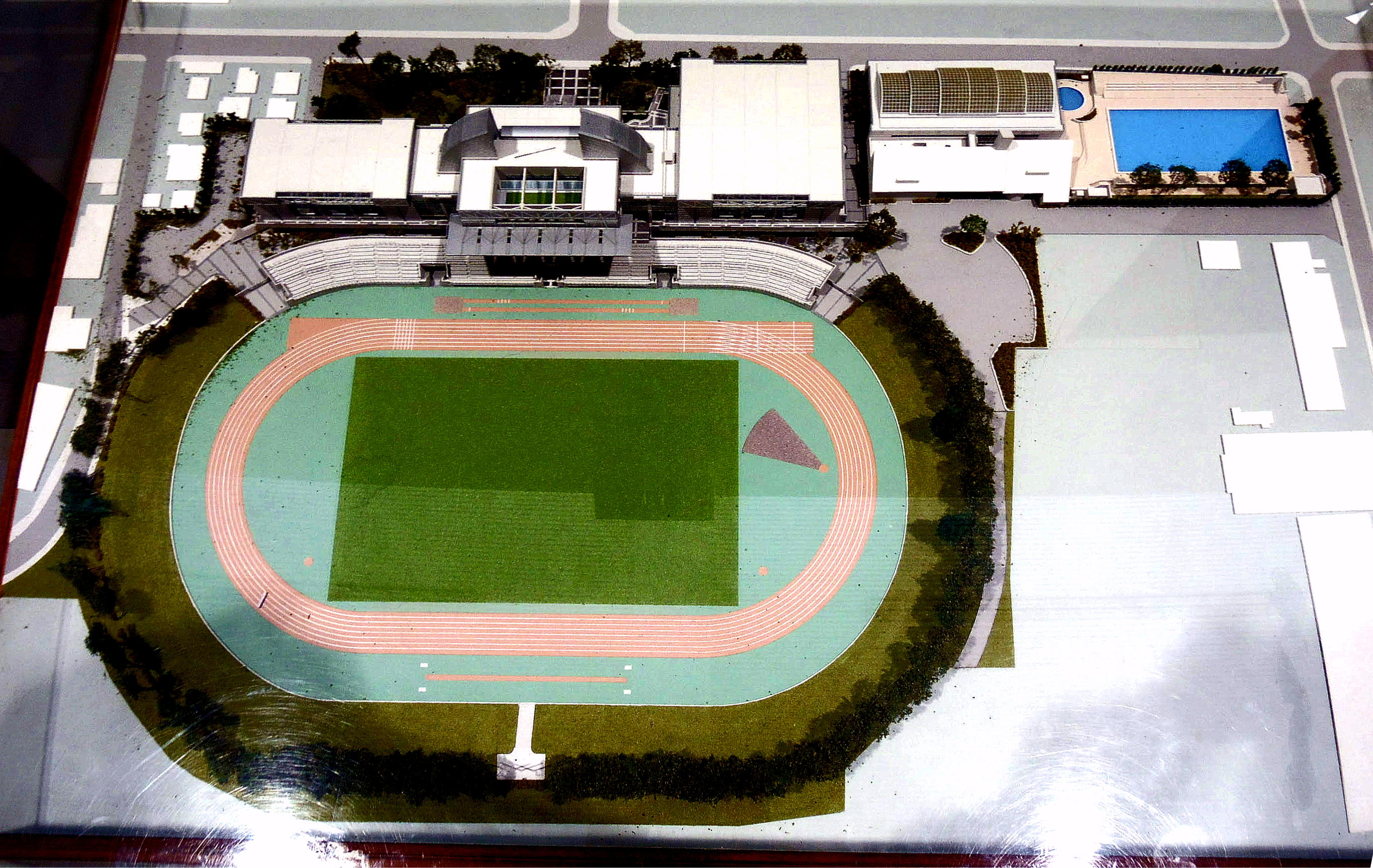
陸上競技場・総合体育館・プール各施設の全体模型（総合体育館内に展示）

- 武蔵野市立武蔵野陸上競技場（隣接、体育館と一体化）
- 武蔵野温水プール（体育館に隣接）
- 武蔵野プール（屋外、7月 - 9月中旬のみ）
- 武蔵野軟式野球場
- 武蔵野庭球場（テニスコート）
- ストリートスポーツ広場（無料開放）
- 武蔵野中央公園スポーツ広場

## その他関連施設
- 武蔵野市立自然の村（長野県川上村にある青少年育成を目的とした野外施設）